# Eberechi Eze
Eberechi Oluchi Eze (Londen, 29 juni 1998) is een Engels-Nigeriaans voetballer die doorgaans speelt als middenvelder. In augustus 2020 verruilde hij Queens Park Rangers voor Crystal Palace. Eze maakte in 2023 zijn debuut in het Engels voetbalelftal.

## Clubcarrière

### Queens Park Rangers
Eze speelde in de jeugd van Arsenal, Fulham en Millwall. Na zijn vertrek bij die laatste club vond de middenvelder in de zomer van 2016 in Queens Park Rangers een nieuwe club. Op 7 januari 2017 maakte hij zijn professionele debuut in de FA Cup, thuis tegen Blackburn Rovers. Joel Lynch maakte een eigen doelpunt waardoor Blackburn op voorsprong kwam. Deze voorsprong werd uitgebreid door Liam Feeney, waarna Jake Bidwell met een benutte strafschop nog iets terugdeed: 1–2. Eze mocht van coach Ian Holloway in de basis starten, maar hij moest zich na achttien minuten laten vervangen door Yeni N'Gbakoto. In de zomer van 2017 verhuurde Queens Park Rangers de middenvelder voor een halfjaar aan Wycombe Wanderers.
Eze kwam tijdens zijn zesde wedstrijd voor Wycombe Wanderers, tegen Cambridge United, tot zijn eerste officiële doelpunt, waarna hij ook nog zijn tweede doelpunt maakte in dat duel. Uiteindelijk kwam hij bij Wycombe Wanderers tot vijf competitiedoelpunten in twintig wedstrijden, waarna hij terugkeerde bij Queens Park Rangers.

### Crystal Palace
In de zomer van 2020 nam Crystal Palace hem voor een bedrag van circa achttien miljoen euro over. In november 2023 werd zijn verbintenis bij Crystal Palace opengebroken en met twee seizoenen verlengd tot medio 2027. Voor Crystal Palace kwam Eze in de seizoenen 2022/23 en 2023/24 tot minimaal tien competitiedoelpunten.

## Clubstatistieken
| Seizoen | Club                | Competitie     | Competitie | Competitie | Beker | Beker | Internationaal | Internationaal | Totaal | Totaal |
| Seizoen | Club                | Competitie     | Wed.       | Dlp.       | Wed.  | Dlp.  | Wed.           | Dlp.           | Wed.   | Dlp.   |
| ------- | ------------------- | -------------- | ---------- | ---------- | ----- | ----- | -------------- | -------------- | ------ | ------ |
| 2016/17 | Queens Park Rangers | Championship   | 0          | 0          | 1     | 0     | —              | —              | 1      | 0      |
| 2017/18 | → Wycombe Wanderers | League Two     | 20         | 5          | 2     | 0     | —              | —              | 22     | 5      |
| 2017/18 | Queens Park Rangers | Championship   | 16         | 2          | 1     | 0     | —              | —              | 17     | 2      |
| 2018/19 | Queens Park Rangers | Championship   | 42         | 4          | 4     | 0     | —              | —              | 46     | 4      |
| 2019/20 | Queens Park Rangers | Championship   | 46         | 14         | 2     | 0     | —              | —              | 48     | 14     |
| 2020/21 | Crystal Palace      | Premier League | 34         | 4          | 2     | 0     | —              | —              | 36     | 4      |
| 2021/22 | Crystal Palace      | Premier League | 13         | 1          | 4     | 0     | —              | —              | 17     | 1      |
| 2022/23 | Crystal Palace      | Premier League | 38         | 10         | 2     | 0     | —              | —              | 40     | 10     |
| 2023/24 | Crystal Palace      | Premier League | 27         | 11         | 4     | 0     | —              | —              | 31     | 11     |
| Totaal  | Totaal              | Totaal         | 236        | 51         | 20    | 0     | 2              | 0              | 258    | 51     |

Bijgewerkt op 2 augustus 2024.

## Interlandcarrière
Eze maakte zijn debuut in het Engels voetbalelftal op 16 juni 2023, toen in een kwalificatiewedstrijd voor het EK 2024 met 0–4 gewonnen werd van Malta door een eigen doelpunt van Ferdinando Apap en treffers van Trent Alexander-Arnold, Harry Kane en Callum Wilson. Eze moest van bondscoach Gareth Southgate op de reservebank beginnen en hij mocht in de negenenzestigste minuut invallen voor James Maddison.
In mei 2024 werd Eze door Southgate opgenomen in de voorselectie voor het EK 2024 in Duitsland. Hij werd vervolgens op 6 juni 2024 opgenomen in de definitieve selectie. Engeland werd eerste in de groepsfase na een overwinning op Servië (0–1) en gelijke spelen tegen Denemarken (1–1) en Slovenië (0–0) en schakelde daarna achtereenvolgens Slowakije (2–1, na verlenging), Zwitserland (1–1, 5–3 na strafschoppen) en Nederland (1–2) uit om de finale te bereiken. Deze werd met 2–1 verloren van Spanje. Eze kwam op het toernooi in drie wedstrijden als invaller in actie. Zijn toenmalige clubgenoten Joachim Andersen (Denemarken), Marc Gúehi, Dean Henderson en Adam Wharton (allen eveneens Engeland) waren ook actief op het EK.
| Interlands van Eberechi Eze voor Engeland | Interlands van Eberechi Eze voor Engeland | Interlands van Eberechi Eze voor Engeland | Interlands van Eberechi Eze voor Engeland | Interlands van Eberechi Eze voor Engeland | Interlands van Eberechi Eze voor Engeland | Interlands van Eberechi Eze voor Engeland |
| №                                         | Datum                                     | Wedstrijd                                 | Uitslag                                   | Competitie                                | Goals                                     |                                           |
| Als speler bij Crystal Palace             | Als speler bij Crystal Palace             | Als speler bij Crystal Palace             | Als speler bij Crystal Palace             | Als speler bij Crystal Palace             | Als speler bij Crystal Palace             | Als speler bij Crystal Palace             |
| ----------------------------------------- | ----------------------------------------- | ----------------------------------------- | ----------------------------------------- | ----------------------------------------- | ----------------------------------------- | ----------------------------------------- |
| 1                                         | 16 juni 2023                              | Malta – Engeland                          | 0 – 4                                     | EK 2024 kwalificatie                      |                                           |                                           |
| 2                                         | 12 september 2023                         | Schotland – Engeland                      | 1 – 3                                     | Vriendschappelijk                         |                                           |                                           |
| 3                                         | 3 juni 2024                               | Engeland – Bosnië en Herzegovina          | 3 – 0                                     | Vriendschappelijk                         |                                           |                                           |
| 4                                         | 7 juni 2024                               | Engeland – IJsland                        | 0 – 1                                     | Vriendschappelijk                         |                                           |                                           |
| 5                                         | 20 juni 2024                              | Denemarken – Engeland                     | 1 – 1                                     | EK 2024                                   |                                           |                                           |
| 6                                         | 30 juni 2024                              | Engeland – Slowakije                      | 2 – 1 n.v.                                | EK 2024                                   |                                           |                                           |
| 7                                         | 6 juli 2024                               | Engeland – Zwitserland                    | 1 – 1 (5 – 3 n.s.)                        | EK 2024                                   |                                           |                                           |

Bijgewerkt op 2 augustus 2024.